# اندیس حکان۲
حکان۲ یک اندیس فلزی است که در حوالی شهر رزن استان همدان قرار دارد و مادهٔ معدنی موجود در آن، مس است.سنگ میزبان این اندیس توف برش با ترکیب داسیتی ریوداسیتی است و دیرینگی آن به دوران الیگومیو- میوسن می‌رسد. 